# Antoine Lavoisier
Antoine Laurent de Lavoisier (n. 26 august 1743, Paris, Regatul Franței – d. 8 mai 1794, place de la Révolution, Seine, Franța) a fost un chimist, filozof și economist francez. În 1771 s-a căsătorit cu Marie-Anne Pierrette Paulze care avea atunci 13 ani. Lavoisier a fost decapitat pe ghilotină de revoluționarii francezi.
Deși a fost respectat pe vremea sa, el a avut mai multe erori. De exemplu, a greșit când a spus că toți acizii conțin oxigen, dar la acea vreme nu fusese descoperit încă acidul clorhidric.
A clasificat substanțele anorganice în oxizi, baze, acizi și săruri. De asemenea, el a elaborat o listă a tuturor elementelor chimice cunoscute atunci și a enunțat legea conservării masei substanțelor.
A introdus noțiunea de element chimic și a demonstrat că tot ce ne înconjoară este compus din elemente chimice.
De asemenea, a dovedit că arderile care se produc în aer au loc deoarece acesta conține oxigen.
Mai mult, studiind fenomenul combustiei, demonstrează pe cale experimentală că diamantul poate fi ars și că îngreunarea sulfului sau fosforului în urma procesului de ardere se datorează combinării acestora cu oxigenul din atmosferă.
În timpul Revoluției franceze este considerat contrarevoluționar și este condamnat la moarte prin ghilotină, fiind acuzat de „participarea într-o conspirație a dușmanilor Franței, împotriva poporului francez”.
După un an, cazul a fost reluat, iar Lavoisier a fost achitat post-mortem din lipsă de probe.